# Lattarini

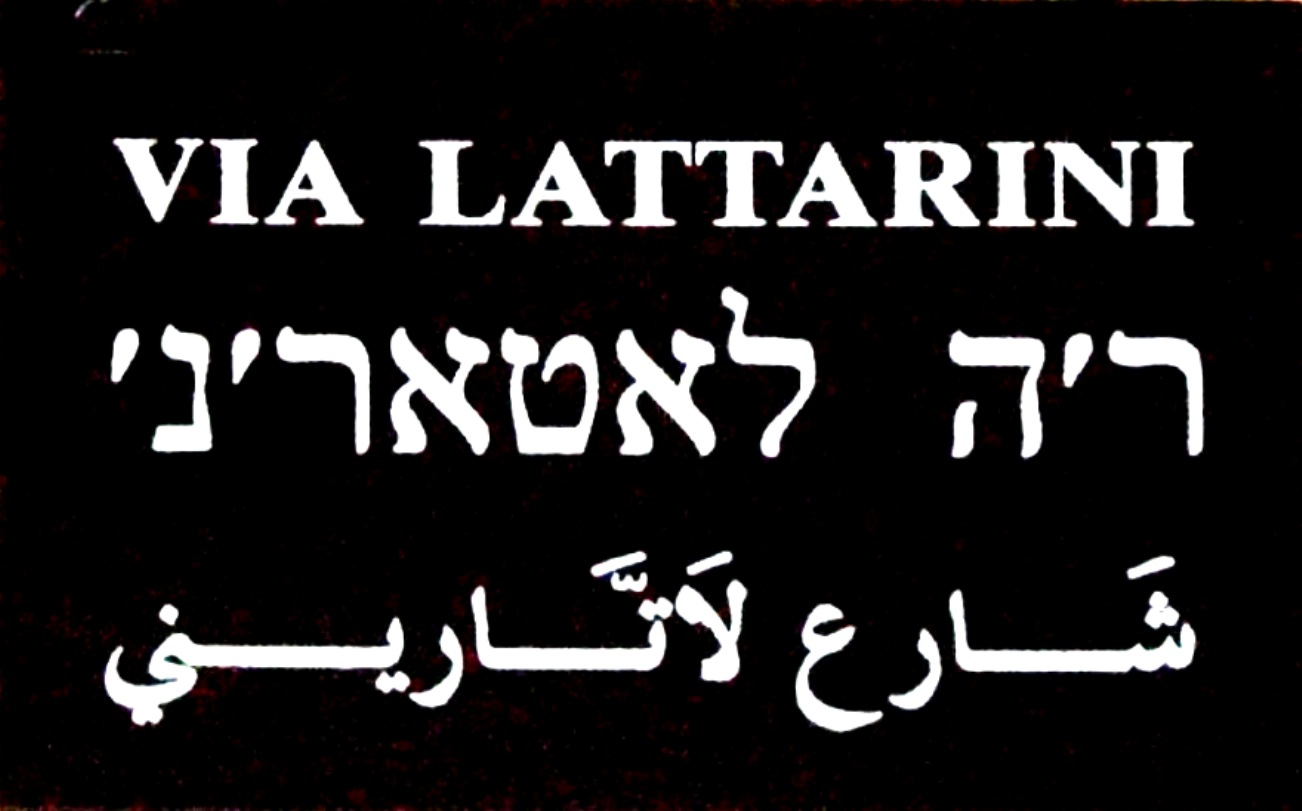
Palermo, targa trilingue dei Lattarini

I lattarini è uno dei mercati storici di Palermo, situato nel quartiere Kalsa.

## Descrizione
Il mercato ha origine araba, come si evince dal nome, che deriva da Suq el attarin, cioè Mercato delle spezie, o Mercato dei droghieri, e infatti la zona era nota per la vendita delle spezie e delle droghe. Storicamente il mercato, come in tutte le città arabe di una certa importanza, era situato nei pressi della moschea.
Si trova nelle vicinanze dell'odierna via Roma, a poca distanza dal mercato della Vucciria, in un'area compresa tra piazza Borsa, la via Lattarini Grande, piazza Sant'Anna e le strade adiacenti, ma attualmente la sua estensione è molto limitata rispetto al passato.
Oggi la tipologia di merce venduta non è più legata alle spezie ma si è allargata a tutte le categorie merceologiche vendibili al dettaglio, e il nome, oltre al mercato, adesso identifica l'intera zona.
Ai Lattarini si trovava il palazzo del famigerato visconte Giovanni di Saint-Remy, violentemente assalito dai palermitani durante la rivolta dei Vespri siciliani che portò alla cacciata degli Angioini dalla Sicilia.. Una targa muraria, dettata nel 1875 da Isidoro La Lumia e tuttora apposta tra via Sant'Anna e piazza Croce dei Vespri, identificò tale palazzo in coincidenza della odierna Galleria d'arte moderna Sant'Anna e di palazzo Bonet. Successivi studi di Nino Basile hanno suggerito l'inaccuratezza di tale locazione, in quanto il complesso è da ritenersi edificato due secoli dopo i fatti stessi.
Nei suoi pressi sorge la chiesa di Sant'Anna la Misericordia, il piccolo oratorio della compagnia di S. Maria di Gesù (attuale sede della confraternita di Maria SS. della Mercede), palazzo Marchese (sede dell'antica correria postale cittadina, ed in corso di restauro), palazzo Campofranco, e palazzo Valguarnera-Gangi, famoso per l'ambientazione del film "Il Gattopardo".